# Roger Leloup
Roger Leloup (Verviers, 17 de novembro de 1933) é um roteirista e desenhista de histórias em quadrinhos belga. Ele é autor da série de Ficção científica Yoko Tsuno. Tem em Hergé (criador de Tintim) uma inspiração.

## Biografia
Roger Leloup nasceu em Verviers, Bélgica em 1933. Fascinado por trens e aviões desde a juventude, estudou Decoração e Publicidade na Institut Saint-Luc em Liège. Por acidente, ele entrou em contato com o Franco-Belgian comics cena quando seu vizinho, Jacques Martin, Disse-lhe que precisava desesperadamente de um colorista. Leloup conseguiu o emprego e começou a colorir o álbum Alix L'ïle mauditein em1950.
Jacques Martin era um dos principais desenhistas da revista de quadrinhos Franco-Belgian comics revista Tintim, e quando Hergé procurava alguém para ajudá-lo nos desenhos de veículos para uma série, Martin o colocou em contato com Leloup. A partir de 15 de fevereiro de 1953, Leloup trabalhou por vários anos nos Estúdios Hergé, onde desenhou planos de fundo detalhados e veículos para a série de quadrinhos de Hergé, As Aventuras de Tintim. Seu trabalho é visto em uma grande variedade de desenhos, como o aeroporto Genève-Cointrin em The Calculus Affair e o impressionante jato executivo supersônico de asa oscilante, o Carreidas 160 no vôo 714 para Sydney.